# 9808 Navamijain
9808 Navamijain este o planetă minoră (asteroid), cu un diametru de 4,287 km, din centura de asteroizi. A fost descoperită pe 24 august 1998 la Experimental Test Site⁠(d) de Lincoln Near-Earth Asteroid Research. 
Obiectul prezintă o orbită caracterizată de o semiaxă mare de 2,5857335 UAi, o excentricitate de 0,1, o înclinație de 12,33207 ° în raport cu ecliptica.